# Crécy-la-Chapelle
Crécy-la-Chapelle é uma comuna francesa localizada na região administrativa da Île-de-France, no departamento Sena e Marne. A comuna possui 3222 habitantes segundo o censo de 1990.